# Bardos
Bardos település Franciaországban, Pyrénées-Atlantiques megyében. Lakosainak száma 1905 fő (2022. január 1.). Bardos Urt, Hastingues, Bidache, Guiche, Hasparren, La Bastide-Clairence és Orègue községekkel határos.

## Népesség
A település népességének változása:
| Lakosok száma | 1620 | 1723 | 1804 | 1874 | 1828 | 1828 | 1828 | 1838 | 1861 | 1905 |
|               | 2010 | 2013 | 2015 | 2016 | 2017 | 2018 | 2019 | 2020 | 2021 | 2022 |